# Nanto (Toyama)
Nanto (Japans: 南砺市, Nanto-shi) is een stad in de prefectuur Toyama op het eiland Honshu in Japan. De stad heeft een oppervlakte van 668,86 km² en eind 2008 bijna 57.000 inwoners.

## Geschiedenis
De gemeente Tonami ontstond 1 november 2004 een stad (shi) door samenvoeging van de gemeentes
Fukuno (福野町, Fukuno-machi), Inami (井波町, Inami-machi), Johana (城端町, Jōhana-machi) en Fukumitsu (福光町, Fukumitsu-machi) plus de dorpen Inokuchi (井口村, Inokuchi-mura), Kamitaira (上平村, Kamitaira-mura), Taira (平村, Taira-mura) en Toga (利賀村, Toga-mura).

## Bezienswaardigheden
- Gokayama (五箇山, Gokoyama): binnen Nanto ligt de regio Gokoyama die de voormalige dorpen Kamitaira, Taira en Toga omvat. Deze regio is bekend als "Historische dorpen van Shirakawa-gō en Gokayama" op de UNESCO-Werelderfgoedlijst.
- Takase-jinja, een shintō-heiligdom
- Zuisen-ji, een boeddhistische tempel

## Verkeer
Nanto ligt aan de Jōhana-lijn van de West Japan Railway Company.
Nanto ligt aan de Tōkai-Hokuriku-autosnelweg en aan de nationale autowegen 156, 304, 359 en 471.

## Geboren in Nanto
- Tamisuke Watanuki (綿貫 民輔,　Watanuki Tamisuke), politicus en minister van de LDP en later de door hem opgerichte Nieuwe Volkspartij (国民新党, Kokumin Shintō).
- Tsunenori Kawai (河合 常則, Tsunenori Kawai), politicus van de LDP

## Aangrenzende steden
- Hakusan
- Hida
- Kanazawa
- Oyabe
- Tonami
- Toyama